# Mackenzie Little
Mackenzie Little, född 22 december 1996, är en australisk friidrottare som tävlar i spjutkastning.

## Karriär
Vid världsmästerskapen i friidrott 2023 tog hon brons i spjutkastning. Vid samväldesspelen 2022 tog hon silver i samma disciplin.